# Shadishadi
Shadishadi – wieś w Botswanie w dystrykcie Kweneng. Według spisu ludności z 2011 roku wieś liczyła 928 mieszkańców.